# Jakob Blåbjerg
Jakob Blåbjerg est un footballeur danois né le 15 janvier 1995 à Aalborg au Danemark. Il évolue au poste de défenseur à l'Aalborg Boldspilklub.

## Biographie
Il participe aux Jeux olympiques d'été de 2016 organisés au Brésil.

## Carrière
- 2012-201. : Aalborg Boldspilklub ( Danemark)

## Palmarès
- Champion du Danemark en 2014 avec l'Aalborg Boldspilklub
- Vainqueur de la Coupe du Danemark en 2014 avec l'Aalborg Boldspilklub